# Tectaria melanocaulos
Tectaria melanocaulos är en ormbunkeart som först beskrevs av Bl., och fick sitt nu gällande namn av Edwin Bingham Copeland. Tectaria melanocaulos ingår i släktet Tectaria och familjen Tectariaceae. Inga underarter finns listade.